# Pioneer 1
A Pioneer 1 foi uma sonda espacial de origem norte americana, fabricada pela Ramo-Wooldridge Corp., atual TRW.
Foi lançada em 11 de Outubro de 1958, a partir do Centro de lançamento de Cabo Canaveral, vindo a se tornar a primeira espaçonave lançada pela recém criada NASA.
Esta missão foi a segunda e a mais bem sucedida das três do Programa Pioneer de sondas, que usaram como lançador o foguete Thor-Able.